# Louis Hamelin
 (juin 2020).
Si vous disposez d'ouvrages ou d'articles de référence ou si vous connaissez des sites web de qualité traitant du thème abordé ici, merci de compléter l'article en donnant les références utiles à sa vérifiabilité et en les liant à la section « Notes et références ».
Pour les articles homonymes, voir Hamelin.
Ne doit pas être confondu avec Louis-Edmond Hamelin.
Louis Hamelin, né à Saint-Séverin-de-Proulxville, en Mauricie, le 9 juin 1959, est un romancier, chroniqueur et critique littéraire québécois.

## Biographie
Louis Hamelin fait des études en biologie à l'Université McGill, puis il s'inscrit à l'Université du Québec à Montréal où il obtient une maîtrise en littérature.
Son premier roman, La Rage, publié en 1989, remporte le Prix du Gouverneur général. Encore complètement inconnu dans les milieux littéraires, Hamelin marque, avec ce roman, l'apparition d'une nouvelle génération littéraire. Il détonne en situant l'intrigue dans un milieu rural - les terres expropriées situées autour de l'aéroport de Mirabel -, en introduisant une thématique écologique, et en utilisant un vocabulaire très personnel, par moments très fouillé, à d'autres plein d'onomatopées, de néologismes et de mots empruntés à la langue populaire et à l'anglais. Il décrit entre autres sur plusieurs pages une partie de flipper dans un langage complètement délirant, digne passage d'anthologie. Le roman est devenu depuis un classique, réédité à de nombreuses reprises.
Ses romans suivants l'amènent souvent à l'extérieur du Québec, en particulier dans l'ouest canadien pour le Joueur de flûte (2001) qui revient sur les différentes idéologies qui ont marqué la fin du XXe siècle, pas toujours pour le mieux. Son roman Le Soleil des gouffres s'inspire des suicides collectifs de l'Ordre du Temple solaire, qui trouvaient leur origine en partie au Québec. Il affectionne les personnages marginaux, vivant éloignés de la société et blessés par les effets néfastes des technologies modernes. Même s'il est relativement peu prolifique, toutes ses œuvres se font remarquer, ce qui lui vaut deux autres nominations au Prix du Gouverneur général, et une première monographie critique publiée en 2008. En plus de ses livres, il est chroniqueur littéraire au quotidien Le Devoir.
En 2010, il publie son premier roman en près d'une décennie, La Constellation du lynx, roman inspiré de la crise d'Octobre qui lui a demandé quatre années de recherche. Publié à la veille du quarantième anniversaire des événements, le roman est immédiatement salué comme un chef-d'œuvre. En 2011, La Constellation du lynx remporte successivement le Prix littéraire des collégiens, le Prix des libraires du Québec, le Grand Prix littéraire de la Presse québécoise et le prix Ringuet.
En 2020, avec le roman Les crépuscules de la Yellowstone, il entame ce qui sera une trilogie autour de trois grands naturalistes nord-américains et de leur lien intime avec un personnage québécois. Le premier tome traite de Jean-Jacques Audubon, le premier à avoir catalogué les oiseaux d'Amérique, qui effectue son premier voyage dans la mythique contrée du nord-ouest autour de la rivière Yellowstone en 1843 alors qu'il est déjà célèbre à 58 ans. Accompagné du trappeur Étienne Provost, l'expédition est une orgie de chasse, puisque la méthode des naturalistes de l'époque est de tirer sur les animaux qu'ils veulent étudier de plus près. En parallèle, un narrateur contemporain nommé Hamelin parcourt les mêmes contrées, aujourd'hui soumise à la spoliation humaine créée par l'exploitation des gaz de schiste sans la moindre considération pour les dommages causés. Le volume suivant, paru en 2023, traite de Henry David Thoreau, penseur politique et écologiste contemporain d'Audubon, alors que le troisième doit se pencher sur Grey Owl. Cette série repose également sur des recherches poussées, et ses connaissances tirées de ses études en biologie.

## Œuvre

### Romans
- La Rage (1989), Éditions XYZ
- Ces spectres agités (1991)
- Cowboy (1992)
- Betsi Larousse, ou l'ineffable eccéité de la loutre (1994)
- Le Soleil des gouffres (1996)
- Le Joueur de flûte (2001)
- La Constellation du lynx (2010)
- Autour d'Éva (2016)
- Les crépuscules de la Yellowstone (2020)
- Un lac le matin (2023)

### Recueil de nouvelles
- Sauvages (2006)

### Autres publications
- Montréal imaginaire : Ville et littérature (1992) (collectif)
- Fatalis (1992) (long poème de Christian Mistral, préface de Louis Hamelin)
- Les Étranges et Édifiantes Aventures d'un oniromane (1994) (chroniques au journal Le Devoir)
- Le Voyage en pot (1999) (chroniques à l'hebdo culturel Ici)
- L'Humain isolé (2006) (récit autobiographique - dans la coll. "Écrire" de Victor Lévy-Beaulieu, Éditions Trois-Pistoles)
- Aimititau ! Parlons-nous ! (2008) (collectif)
- « Fin de système », Études françaises, vol. 50, nos 1-2,‎ 2014, p. 177-182 (lire en ligne)
- Fabrications : Essai sur la fiction et l'histoire (2014) (réédité en 2019)

## Récompenses et honneurs
- 1989 - Prix du Gouverneur général, La Rage
- 1995 - Finaliste au Prix du Gouverneur général, Betsi Larousse ou l'ineffable eccéité de la loutre
- 2006 - Finaliste au Prix du Gouverneur général, Sauvages
- 2011 - Prix littéraire des collégiens, La Constellation du lynx
- 2011 - Prix des libraires du Québec, La Constellation du lynx
- 2011 - Grand Prix littéraire de la Presse québécoise, La Constellation du lynx
- 2011 - Prix Ringuet, La Constellation du lynx
- 2014 - Prix de la revue Études françaises pour Fabrications. Essai sur la fiction et l'histoire